# Robert Oosthuizen
Pour les articles homonymes, voir Oosthuizen (homonymie).
John Robert Oosthuizen (né le 23 janvier 1987 à Bloemfontein) est un athlète sud-africain spécialiste du lancer du javelot. Il mesure 1,88 m pour 101 kg.

## Carrière
Il est entrainé par son père, Johan Oosthuizen, ancien lanceur de javelot dans les années 1980, au Matie Athletics Club de Stellenbosch.
En 2006, à Pékin, il devient champion du monde junior  avec un lancer à 83,07 m, devant le Finlandais Ari Mannio et l'Ukrainien Roman Avramenko. Il établit à cette occasion le nouveau record d'Afrique junior ainsi que le nouveau record de la compétition.
Il obtient son premier succès international en catégorie sénior à l'occasion des Jeux africains d'Alger où il devance avec 78,05 m son compatriote Gerhardus Pienaar. Sélectionné pour les Championnats du monde d'Osaka, il se classe sixième de la finale et porte son record personnel à 84,52 m.  
Auteur d'un nouveau record personnel à 86,80 m en mars 2008 à Oudtshoorn, il est éliminé au stade des qualifications lors des Jeux olympiques de 2008 et des Championnats du monde de 2009.
En juin 2011, Robert Oosthuizen se classe deuxième des Bislett Games d'Oslo, derrière l'Allemand Matthias de Zordo, avec la marque de 82,07 m.

## Palmarès
| Date | Compétition                    | Lieu       | Résultat | Marque  |
| ---- | ------------------------------ | ---------- | -------- | ------- |
| 2003 | Championnats du monde jeunesse | Sherbrooke | 2e       | 81,07 m |
| 2006 | Jeux du Commonwealth           | Melbourne  | 5e       | 78,32 m |
| 2006 | Championnats du monde junior   | Pékin      | 1er      | 83,07 m |
| 2007 | Jeux africains                 | Alger      | 1er      | 78,05 m |
| 2007 | Championnats du monde          | Osaka      | 6e       | 84,52 m |
| 2013 | Universiade                    | Moscou     | 2e       | 81,63 m |
| 2014 | Championnats d'Afrique         | Marrakech  | 3e       | 77,81 m |

### Records
| Épreuve           | Performance | Lieu       | Date          |
| ----------------- | ----------- | ---------- | ------------- |
| Lancer du javelot | 86,80 m     | Oudtshoorn | 1er mars 2008 |